# 圣多内斯
圣多内斯（法語：Saint-Daunès，法語發音：[sɛ̃ donɛs]）是法国洛特省的一个旧市镇，属于卡奥尔区。2019年，圣多内斯与临近的2个市镇合并为新市镇凯尔西地区巴格洛讷，圣多内斯为新市镇行政中心。

## 地理
圣多内斯（44°21'24"N, 1°13'48"E）面积10.11 平方千米，位于法国奧克西塔尼大區洛特省，该省份为法国西南部内陆省份，北起顺时针与科雷兹省、康塔爾省、阿韦龙省、塔恩-加龙省、洛特-加龍省和多尔多涅省接壤。
与圣多内斯接壤的市镇（或旧市镇、城区）包括：凯尔西地区巴加、白色凯尔西地区蒙屈克、圣庞塔莱翁。
圣多内斯的时区为UTC+01:00、UTC+02:00（夏令时）。

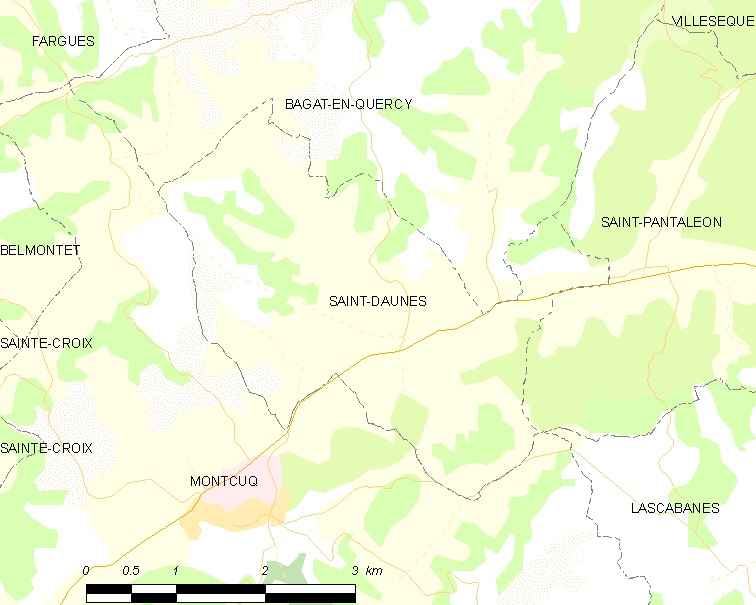
圣多内斯的OSM定位图

## 行政
圣多内斯的邮政编码为46800，INSEE市镇编码为46263。

## 政治
圣多内斯所属的省级选区为吕泽什县。

## 人口

1962-2008年间圣多内斯人口变化图示

圣多内斯于2018年1月1日时的人口数量为218人。